# Wspinaczka sportowa na Letnich Igrzyskach Olimpijskich 2024 – wspinaczka łączna mężczyzn
Konkurs wspinaczki łącznej mężczyzn podczas XXXIII Letnich Igrzysk Olimpijskich w Paryżu odbył się w dniach 5–9 sierpnia 2024. Do rywalizacji przystąpiło 20 sportowców z 16 krajów. Areną zawodów była Le Bourget Sport Climbing Venue. Mistrzem olimpijskim został Brytyjczyk Toby Roberts, wicemistrzem Japończyk Sorato Anraku, a brąz zdobył Austriak Jakob Schubert.
Był to II olimpijski konkurs wspinaczki łącznej mężczyzn. W przeciwieństwie do debiutu konkurencji w Tokio w 2021, gdzie wspinaczka łączna była trójbojem składającym się z wspinaczki na czas, boulderingu oraz prowadzenia, w Paryżu w 2024 była dwubojem, składającym się z boulderingu oraz prowadzenia.

## System rozgrywek
Zawody zostały rozegrane w dwóch rundach - półfinale i finale. W każdej z niej zawodnicy pokonywali 4 ściany boulderingowe oraz ścianę do prowadzenia. Za zatopowanie każdej z tras boulderingowych otrzymywało się 25 punktów, natomiast za zatopowanie trasy do prowadzenia - 100 punktów. Ostatecznym wynikiem była suma punktów uzyskanych za pokonanie każdej ze ścian.
W finale wystąpiło 8 najlepszych zawodników z półfinału.

## Rozgrywki

### Półfinał
| Miejsce | Zawodnik               | Reprezentacja     | Bouldering | Bouldering | Bouldering | Bouldering | Bouldering | Prowadzenie | Wynik |
| Miejsce | Zawodnik               | Reprezentacja     | 1          | 2          | 3          | 4          | Σ          | Prowadzenie | Wynik |
| ------- | ---------------------- | ----------------- | ---------- | ---------- | ---------- | ---------- | ---------- | ----------- | ----- |
| 1       | Sorato Anraku          | Japonia           | 24,9       | 25,0       | 09,5       | 09,6       | 69,0       | 68,0        | 137,0 |
| 2       | Toby Roberts           | Wielka Brytania   | 09,8       | 09,7       | 09,9       | 24,7       | 54,1       | 68,1        | 122,2 |
| 3       | Adam Ondra             | Czechy            | 09,6       | 09,6       | 04,7       | 24,8       | 48,7       | 68,1        | 116,8 |
| 4       | Alberto Ginés López    | Hiszpania         | 09,9       | 09,7       | 04,1       | 05,0       | 28,7       | 72,0        | 100,7 |
| 5       | Jakob Schubert         | Austria           | 24,9       | 09,9       | 05,0       | 04,9       | 44,7       | 54,1        | 098,8 |
| 6       | Paul Jenft             | Francja           | 04,9       | 09,9       | 09,8       | 09,5       | 34,1       | 57,0        | 091,1 |
| 7       | Colin Duffy            | Stany Zjednoczone | 10,0       | 09,9       | 09,1       | 04,8       | 33,8       | 54,1        | 087,9 |
| 8       | Hamish McArthur        | Wielka Brytania   | 09,9       | 10,0       | 09,3       | 05,0       | 34,2       | 45,1        | 079,3 |
| 9       | Yannick Flohé          | Niemcy            | 10,0       | 10,0       | 04,9       | 04,8       | 29,7       | 39,1        | 068,8 |
| 10      | Tomoa Narasaki         | Japonia           | 09,8       | 10,0       | 09,8       | 24,8       | 54,4       | 12,1        | 066,5 |
| 11      | Sam Avezou             | Francja           | 10,0       | 10,0       | 04,8       | 24,4       | 49,2       | 12,1        | 061,3 |
| 12      | Pan Yufei              | Chiny             | 04,9       | 09,6       | 05,0       | 09,5       | 29,0       | 30,1        | 059,1 |
| 13      | Alexander Megos        | Niemcy            | 05,0       | 09,7       | 05,0       | 05,0       | 24,7       | 24,0        | 048,7 |
| 14      | Hannes Van Duysen      | Belgia            | 10,0       | 09,8       | 04,8       | 09,7       | 34,3       | 12,0        | 046,3 |
| 15      | Lee Do-hyun            | Korea Południowa  | 09,6       | 09,9       | 09,5       | 05,0       | 34,0       | 12,0        | 046,0 |
| 16      | Luka Potočar           | Słowenia          | 00,0       | 09,6       | 05,0       | 05,0       | 19,6       | 24,0        | 043,6 |
| 17      | Sascha Lehmann         | Szwajcaria        | 04,5       | 05,0       | 09,5       | 05,0       | 24,0       | 12,1        | 036,1 |
| 18      | Jesse Grupper          | Stany Zjednoczone | 00,0       | 09,6       | 04,5       | 04,8       | 18,9       | 12,0        | 030,9 |
| 19      | Campbell Harrison      | Australia         | 00,0       | 04,4       | 00,0       | 05,0       | 09,4       | 14,0        | 023,4 |
| 20      | Mel Janse Van Rensburg | Południowa Afryka | 00,0       | 00,0       | 04,7       | 04,7       | 09,4       | 07,1        | 016,5 |

### Finał
| Miejsce | Zawodnik            | Reprezentacja     | Bouldering | Bouldering | Bouldering | Bouldering | Bouldering | Prowadzenie | Wynik |
| Miejsce | Zawodnik            | Reprezentacja     | 1          | 2          | 3          | 4          | Σ          | Prowadzenie | Wynik |
| ------- | ------------------- | ----------------- | ---------- | ---------- | ---------- | ---------- | ---------- | ----------- | ----- |
| złoto   | Toby Roberts        | Wielka Brytania   | 24,4       | 09,0       | 24,8       | 04,9       | 63,1       | 92,1        | 155,2 |
| srebro  | Sorato Anraku       | Japonia           | 25,0       | 24,6       | 09,9       | 09,8       | 69,3       | 76,1        | 145,4 |
| brąz    | Jakob Schubert      | Austria           | 24,7       | 09,3       | 00,0       | 09,6       | 43,6       | 96,0        | 139,6 |
| 4       | Colin Duffy         | Stany Zjednoczone | 04,4       | 09,6       | 09,8       | 24,5       | 68,3       | 68,1        | 136,4 |
| 5       | Hamish McArthur     | Wielka Brytania   | 24,8       | 09,8       | 09,9       | 09,4       | 53,9       | 72,0        | 125,9 |
| 6       | Adam Ondra          | Czechy            | 09,5       | 09,8       | 00,0       | 04,8       | 24,1       | 96,0        | 120,1 |
| 7       | Alberto Ginés López | Hiszpania         | 00,0       | 04,7       | 09,8       | 09,6       | 24,1       | 92,1        | 116,2 |
| 8       | Paul Jenft          | Francja           | 04,9       | 09,7       | 00,0       | 09,8       | 24,4       | 54,0        | 078,4 |